# NGC 6976
NGC 6976 est une galaxie spirale (intermédiaire ?) située dans la constellation du Verseau. Sa vitesse par rapport au fond diffus cosmologique est de 5 699 ± 21 km/s, ce qui correspond à une distance de Hubble de 84,1 ± 5,9 Mpc (∼274 millions d'al).
NGC 6976 a été découverte par l'astronome allemand Albert Marth en 1864. Elle a cependant été redécouverte indépendamment par l'astronome français Guillaume Bigourdan le 23 septembre 1886. John Dreyer ne s'est pas rendu compte que l'observation de Bigourdan était la même galaxie que celle de Marth et il l'a inscrit à son catalogue sous la désignation NGC 6975. Mais, au moment où il a publié son second catalogue (Index Catalogue), il avait acquis la certitude que c'était la même galaxie. Malgré tout, un certain nombre de référence identifie incorrectement NGC 6975 à la galaxie PGC 65612 situé plus au sud.
La classe de luminosité de NGC 6976 est II-III et elle présente une large raie HI. Elle renferme également des régions d'hydrogène ionisé.

## Supernova
La supernova SN 2012ga a été découverte dans NGC 6976 le 22 avril 2012 par Pignata et al. dans le cadre du programme de recherche de supernovas CHASE (CHilean Automatic Supernova sEarch) de l'université du Chili. Cette supernova était de type II. 

## Le groupe de NGC NGC 6978 et le groupe compact de Hickson 88

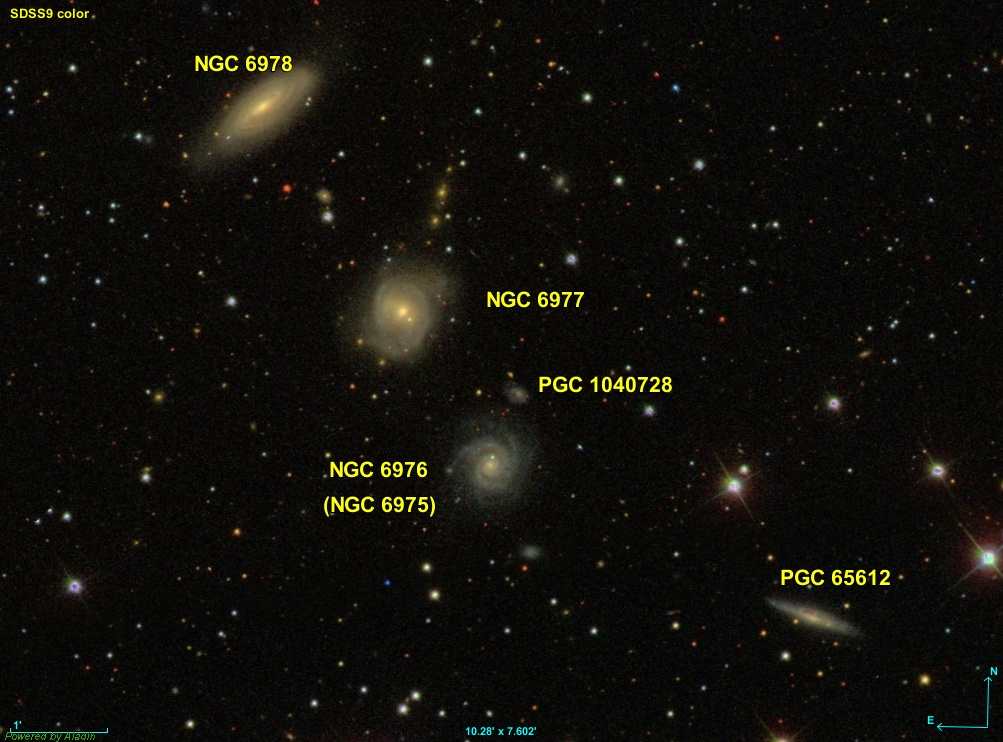
Les quatre galaxies du groupe compact de Hickson 88.

La galaxie NGC 6976 fait partie du groupe de NGC 6978. Ce groupe de galaxies compte au moins huit membres . Quatre de ces galaxies font partie du groupe compact de Hickson 88, soit NGC 6978, NGC 6977, NGC 6976 (NGC 6975 dans l'article) et PGC 65612 (MCG -01-53-14 dans l'article). Les quatre autres membres sont trois galaxies naines et une elliptique que l'on ne voit pas sur l'image du groupe de Hickson. La vitesse radiale de la galaxie PGC 1040728 visible au nord de NGC 6976 est de 22 173 km/s. Il s'agit donc d'une lointaine galaxie qui n'appartient pas au groupe de NGC 6978 et que Paul Hickson n'a probablement pas observée.